# Якути
Яку́ти (самоназва саха; назву «якути», «якольці» в XVII ст. росіяни перейняли від евенків) — один з найчисельніших корінних народів Сибіру, корінне населення Республіки Саха (Якутія) в Росії.

## Історія
Проблема етногенезу якутів досить складна. Вони далеко відірвані від інших тюркських народів, але зберегли скотарство, чим різко відрізняються від своїх сусідів — малих народів півночі, що займаються промисловим господарством.
Більшість вчених вважає, що починаючи з кінця XII столітті н. е. якути мігрували з району Прибайкалля та витоків Лени, на середню частину річки Лена нижніх частин течій  Алдану і Вілюю на плотах згідно легенд, де вони асимілювали палеоазійські та тунгусомовні народи, що жили тут раніше , багато родів яких ввійшли в етнос якутів. Якути займалися скотарством, розвивали торгівлю, релігію, військову справу. Чинили культурний вплив у Сибіру. Остання потужна південна хвиля переселення якутів припадає на XIV—XV століття. До XVII століття вони вже заселили долини річок Лена, та ін.
До приходу росіян (1620-ті рр.) якути вже були єдиним народом, що поділявся на племена: намці, кангаласи, мегінці, борогонці, бетюнці, батуруси (всього близько 35 — 40 племен), які часто ворогували між собою. Найбільші племена складалися з 2 — 5 тис. чоловік. Племена ділилися на дрібніші родові групи — «батьківські роди» (ага-ууса) і дрібніші «материнські роди» (ійе-ууса), що скоріш за все походили від різних дружин прабатька. Жили вони у той час в амгинсько-лєнському межиріччі, на Вілюї.
Після включення Якутії в склад Московського царства в 1620-ті роки, етнічна консолідація якутів пришвидшилась. При російському управлінні якути ділилися на «роди» (ангаууса), що управлялись виборними «князям» (кинеес) і об'єднувались в насліги. На чолі наслігів стояв виборний «великий князь» (улахан кинеес). Насліги об'єднувалися в улуси на чолі з виборним улусним головою (назва улус нині використовується при адміністративному поділі республіки).

### Традиційні суспільні відносини
В давнину, серед якутів були поширені традиційні, характерні для багатьох народів, звичаї. Існував звичай кровної помсти, що зазвичай замінювався викупом, колективного рибного лову, гостинності, обміну подарунками. Виділялася військова аристократія — тойони, що володіли рабами. Раби мали сім'ї, часто жили в окремих юртах, чоловіки часто служили у військовій дружині тойона. Існували інші види залежності, наприклад, звичай віддавати бідним на випас худобу (хасаас), на прокорм на зиму (уостур), передача з сімей, що зубожіли, сиріт на утримання багатому родичеві, торгівля дітьми, пізніше — найм працівників (хамначит). З розвитком торгівлі з'явився новий прошарок — професійних торговців — городчиків.
До XIX ст. зберігалось багатожонство, причому дружини часто жили окремо і вели кожна своє господарство. Жінок брали з інших наслігів, улусів. Зберігалася сплата калиму, який складався з худоби. Жених отримував за нареченою придане.

## Національний рух
У формуванні якутського національного руху значну роль відіграли політв'язні, яких відсилали до Якутії на заслання. Під час першої російської революції письменник та громадський діяч Василь Никифоров створив першу легальну якутську політичну організацію — Союз якутів. Основними вимогами Союзу було представництво якутів у Державній думі та закріплення за ними традиційних земель, на які у майбутньому не могли претендувати російські селяни-переселенці.
У першій декаді ХХ століття існував підпільний гурток «Незалежні від росіян», який виступав за самостійність якутів, та проти русифікації, в результаті якої якути стануть «як російські селяни, що відомі усьому світу своєю недолугістю, апатичністю, плазуванням тощо» Гурток сподівався на японську підтримку у боротьбі проти Росії; до Японії був відправлений агент гуртка Трофим Макаров.
У 19 ст в Якутії з'явився народний месник, борець за справедливість Манчаари. Його вчинки увійшли в фольклор якутів і були широко розтиражовані в радянський час, як борця з багатими.
У 1912 році за ініціативи Никифорова та Семена Новгородова відбувся Інородницький з'їзд у Якутську, на якому обговорювалися питання політичного представництва якутів, введення земського самоуправління, розвитку освіти та культури. У тому ж році починається видання якутськомовного літературного та громадського-політичного журналу «Саха саната», а також оприлюднюється програмний лист «До якутської інтелігенції», опублікований Олексієм Кулаковським анонімно.
Якутський національний рух 1900-20-х років був тісно пов'язаний з розвитком якутської літератури: громадські діячі часто були письменниками та поетами і навпаки. Після Лютневої революції 1917 року якутською інтелігенцією була засновані культурно-просвітницьке товариство «Саха аймах» та партія Якутський трудовий союз федералістів, яка разом з місцевою організацією партії есерів домінувала у політичному житті Якутії. Після Жовтневого перевороту Якутія не визнала владу більшовиків і не підпорядковувалася жодному російському урядові до початку липня 1918 року, коли владу захопив більшовицький загін, що прибув з Іркутська. Вже за місяць влада більшовиків була ліквідована; якутський уряд був підпорядкований антибільшовицькій Сибірській республіці, пізніше — Російській державі Колчака.
Після поразки білих у Сибіру радянська влада була знову встановлена в Якутії у 1920 році, однак політика більшовиків викликала низку повстань. Під час Якутського повстання 1922 року була сформована Якутська народна армія, яка була підтримана білогвардійським десантом у портах Охотського моря. У тому ж році була створена радянська Якутська АРСР, над проектом якої працювала частина якутської інтелігенції. Замість закритого більшовиками товариства «Саха аймах» була створена організація з аналогічними функціям «Саха омук».

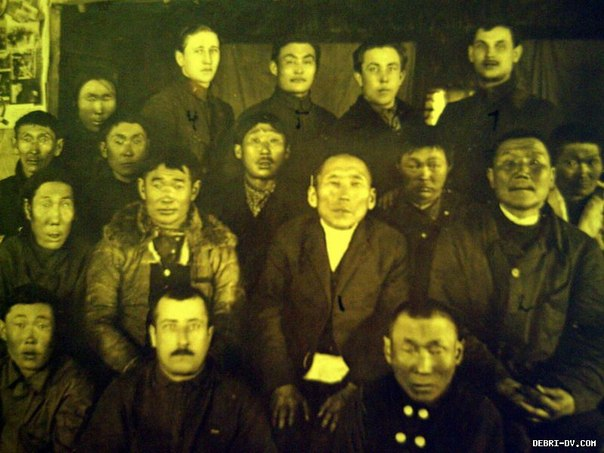
Делегати зборів під час Тунгуського повстання

У 1925 році відбулося Тунгуське повстання евенків та східних якутів, під час якого була проголошена незалежна республіка. Це повстання було закінчене шляхом перемовин з радянської владою, яка пообіцяла зокрема приєднати узбережжя Охотського моря до Якутії, чого в результаті зроблено не було. У 1927 році спалахує масштабне Повстання якутських конфедералістів, організоване новоствореною Младоякутською партією конфедералістів. В рамках боротьби з цим повстанням проводяться репресії інтелігенції, закривається «Саха омук». У відповідь на колективізацію у 1930 році відбулося локальне Булунське повстання.
Під час хвилі репресій 1930-х років у Якутії була сфальсифікована справа «Антирадянського правотроцкістського буржуазно-націоналістичного блоку». У період сталінизму твори класиків якутської літератури були заборонені під приводом «буржуазно-націоналістичної орієнтації». Під час німецько-радянської війни частина населення Чурапчинського улусу була насильно переселена для розвитку рибальства у північні райони Якутії. З п'яти тисяч переселенців у перші роки загинуло близько двох тисяч.
У 1986 році в Якутську відбулися масові зіткнення між студентами-якутами та російською молоддю з промислового району. Під час Перебудови та розпаду СРСР якутський національний рух пережив відродження. У 1990 році був проголошений державний суверенітет Республіки Саха, у 1991 році було введене окреме громадянство Республіки. Для в'їзду до низки районів республіки росіянам з інших регіонів були потрібні в'їзні візи. У 2005—2006 роках Народний фронт Якутія-АЛРОСА організував кампанію проти привласнення федеральним центром діамантовидобувної компанії АЛРОСА.

## Розселення

Відсоток якутів в улусах Якутії

Якути переважно розселені в басейні середньої Лени, нижнього Алдану та Вілюю. Невеликі групи живуть у пониззі річки Ольокма, в районах Крайньої Півночі — по ріках Оленьок, Анабара, Яна, Індігірка, Колима, а також в невеликій кількості на півночі Красноярського краю, в Магаданській, Сахалінській та Амурській областях Росії. Особливу етнічну групу утворюють якути-оленярі північно-західної частини Якутії. Вони походять від асимільованих евенків, одними з них є долгани.

### Чисельність
Чисельність за даними Всеросійського перепису населення 2002 року — 444 тисячі осіб. Якути живуть в основному в Якутії (432 290 чоловік), де є найбільшою етнічною громадою — (45,54 % від загального населення). Таким чином спостерігається значне зростання чисельності якутів у порівнянні з 1989 роком, коли їх було 380,2 тисяч, і збільшення їх абсолютної (365,2 тис. чол.) частки в населенні Якутії.
| 1978    | 1987    | 1989    | 2002    |
| ------- | ------- | ------- | ------- |
| 314 000 | 359 000 | 380 200 | 444 000 |

### Антропологічна характеристика
Належать до північно-азійської раси великої монголоїдної раси. Хоча антропологічно вони також зближуються з центральноазійськими монголоїдами. У зв'язку зі змішуванням з європеоїдами виникла метисована група сахаляри.

## Мова
Говорять якутською мовою тюркської мовної групи, алтайської родини мов. Поширена також російська мова.
Записи на якутській мові почали з'являтись в 19 столітті, коли для записів якутських текстів використовувалися декілька різних абеток на основі кирилиці.
У 1917 році С. А. Новгородовим була створений алфавіт на основі Міжнародної фонетичної абетки. У 1924 цей алфавіт був реформований. Пізніше він реформувався ще кілька разів, поки в 1929 не був замінений на уніфікований тюркський алфавіт. А в 1939 році був здійснений перехід на новий алфавіт на основі кирилиці.

## Культура
Традиційна культура найповніше представлена амгинсько-лєнськими і вілюйськими якутами. Північні якути близькі по культурі з евенками і юкагірам, олекмінські порівняно з іншими групами зазнали сильнішого культурного впливу росіян.

### Матеріальна культура

#### Господарство

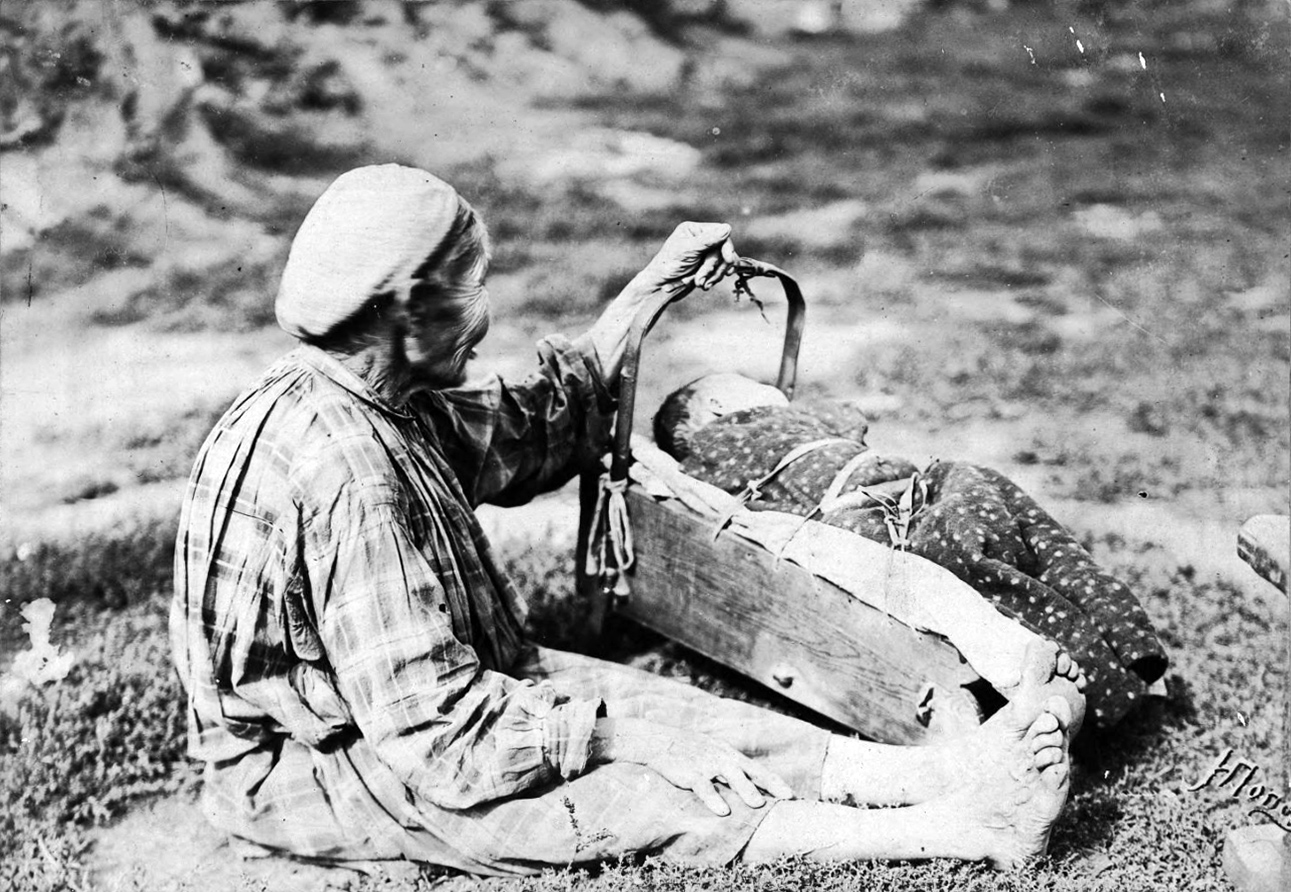
Якутка-нянька. Кін. XIX — поч. XX ст

Якути займалися в основному конярством і розведенням великої рогатої худоби. При цьому існував гендерний поділ праці. За кіньми доглядали чоловіки, а за великою рогатою худобою — жінки.
Якутський господарський рік ділився на дві половини: зимову і літню. Зимова половина починалась з жовтня, коли випадав сніг. Ця половина року асоціювалася з недобрим, пасивним початком, місяцем і смертю. Друга, весняно-літня половина, — зі світлим, активним початком, з сонцем та життям. У циклі календарних обрядів головне місце займало свято Іисиах, оскільки воно зв'язувалось з відродженням та оновленням природи, з родючістю і початком нового року.
Традиційні зимові календарні свята у якутів абсолютно не розвинені в порівнянні з весняно-літнім обрядовим циклом. Частково це можна пояснити поділом року на «діловий» та «порожній» (зимовий) періоди. Християнство принесло в побут деякі російські звичаї, зокрема пов'язані з Різдвом.
До революції якути були дуже бідним народом, що жив в невеликих юртах, в яких на зиму нагромаджується багато людей, крім того, тут же поміщалися корови з телятами. Про життя в старій Якутії описується в розповіді В. Г. Короленка «Сон Макара».
В Якутії тільки на початку XIX століття з'явилися перші спроби сіяти зерно, і то біля міст Якутська і Олекмінськ. Землеробство почало розвиватися лише з встановленням Радянської влади.
У царські часи Якутська біднота майже не вживала хліба та овочів. Замість хліба якутські бідняки вживали в їжу соснову заболонь (між корою і деревиною), а частіше — кореневище болотної рослини — сусака.

#### Житло
У якутів існувало два типи жител — для двох головних сезонів. Зимовою оселею слугувала юрта (дьіє) з вертикальних колод, що зовні були обмазані глиною, мала щільний двосхилий дах. До неї прибудовували «хотон» — хлів для худоби. Опалювалась така юрта відкритим коминком у кутку. Стіни обмазувалися зовні глиною з гноєм, дах поверх зробленого з колод настилу вистилався корою і посипався землею. Підлога була земляною, у заможних жителів — дощана. Вхід орієнтували на схід, вікна, як правило, виходили на південь і захід, дах був орієнтований з півночі на південь. Праворуч від входу, в північно-східному кутку, влаштовувалося вогнище (обсохнув) — циліндрична труба з жердин, обмазана глиною. Уздовж стін влаштовувалися дощані нари (орон). Нари зліва від входу призначалися для чоловіків, праворуч від вогнища — для жінок. У передньому кутку ставився круглий або прямокутний стіл і табурети. До обстановки також входили скрині, ящики. Зимові поселення розташовувалися поблизу косовиць, були невеликими і складалися з 1 — 3 юрт.
Літнім житлом була, як правило конічна юрта (ураса), крита берестом або ровдугою. На півночі її покривали дерниною. Замість хотона віддалік ставився хлів для телят (тітік), навіси та інші господарські будівлі.
З XVIII століття відомі також як житла 6 — 8 кутні зрубні юрти, з пірамідальним дахом. З другої половини XVIII ст. розповсюдилися російські рублені хати. До XIX ст. зустрічалися башти-комори, які належали вождям (тойонам). У XVII ст. також згадуються якутські укріплення-остріжки. Літні поселення були більші за зимові, налічувалт до 10 юрт, і розташовувалися поблизу пасовищ.

#### Одяг

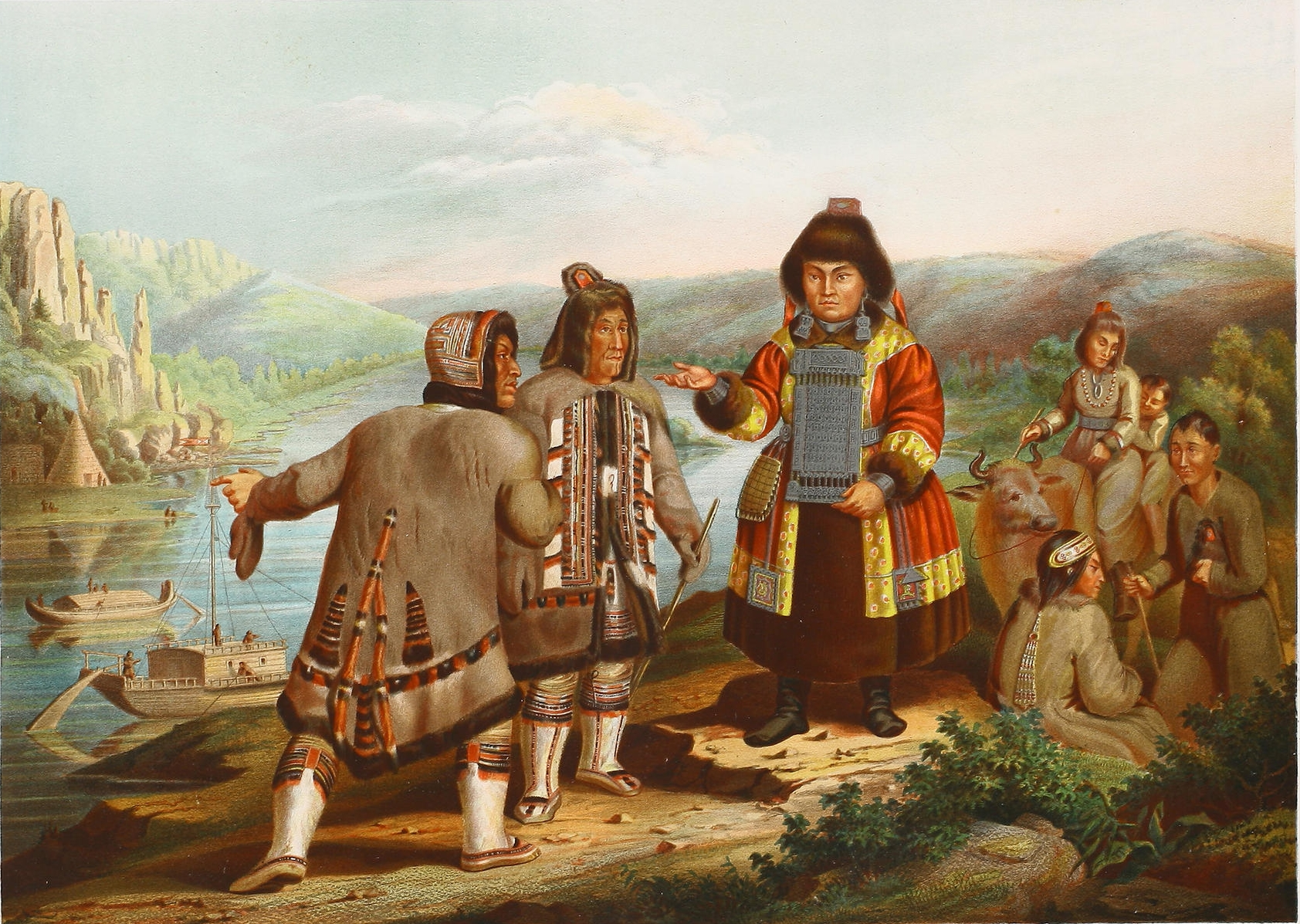
Якути середини XIX ст.

Традиційний чоловічий і жіночий одяг — короткі шкіряні штани-натазник, хутряний начеревник, шкіряні ноговиці, однобортний каптан (сон), взимку — хутряний, влітку — з кінської або коров'ячої шкури шерстю всередину, у заможних — з тканини. Пізніше з'явилися тканинні сорочки з виложистим коміром (ирбахи). Чоловіки підперізувалися шкіряним поясом з ножем і кресалом, у заможних — з срібними і мідними бляшками. Характерний жіночий весільний хутряний довгий каптан (сангийах), розшитий червоним і зеленим сукном і золотими позументами.
Жінки, як святкове вбрання, носили високі хутряні шапки з дорогого хутра, що спускались на спину і плечі, з високим суконним, оксамитовим або парчевим верхом з нашитими на нього срібною бляхою (туосахта) та іншими прикрасами. Поширені були жіночі срібні і золоті прикраси.
Взуття — зимові високі чоботи з оленячих або кінських шкур шерстю назовні (етербес), літні чоботи з м'якої шкіри (саари) з халявою, покритою сукном, у жінок — з аплікацією, довгі хутряні панчохи.

### Кухня

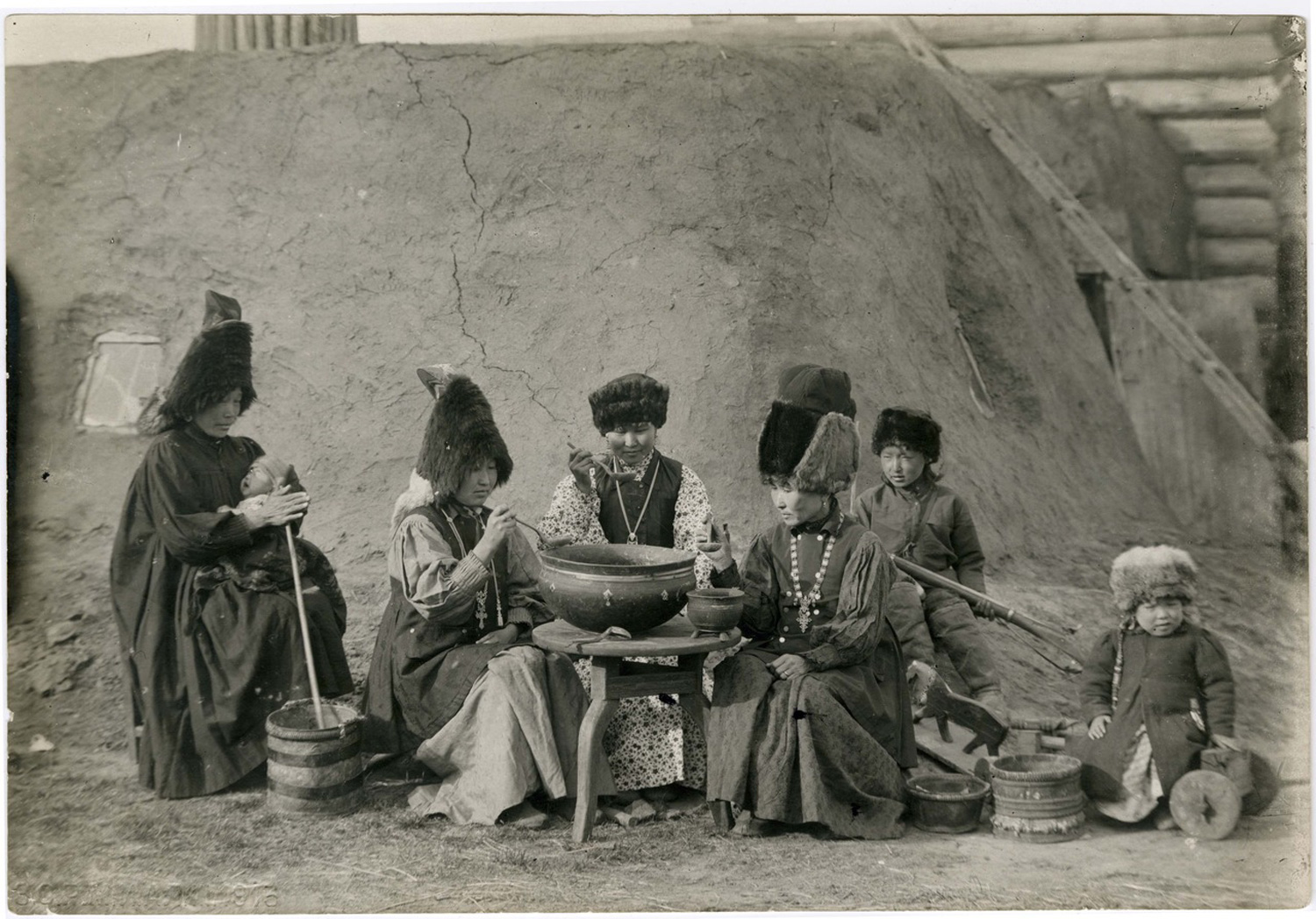
Якутки з дітьми за трапезою. Момський улус, 1904 р.

Традиційна кухня якутів має деякі спільні риси з кухнею казахів, бурятів, монголів, евенків, евенів, чукчів. Проте старовинна, доросійська кухня ще не достатньо вивчена, багато з її страв на тепер забуті.
Основною стравою є друге (м'ясне або рибне). З м'ясних продуктів вживають головним чином оленину, конину, свинину, яловичину — переважно в натуральному вигляді. Найвідомішими є селідеехміїн (суп по-якутськи), ойогос (варене м'ясо), соломат (страва з молока), куерчех (з ягід та сметани або вершків).

### Духовна культура

#### Релігія та вірування
Зараз якути в основному є православними, яке відіграє формальну роль, залишаючись по суті в системі традиційних дохристиянських вірувань. Православ'я розповсюдилось в XVIII — XIX століттях, а до цього якути були шаманістами. Християнський культ — відвідини церков, носіння хрестів, ікони в юртах — поєднувався з вірою в духів: добрі духи айи, шкідливі абаси, духи померлих шаманів, померлих передчасною насильницькою смертю (юєр), духи-господарі (іччи). Збереглися елементи тотемізму: кожен рід мав тварину-покровителя, яку заборонялося вбивати або вимовляти її назву.

##### Шаманізм

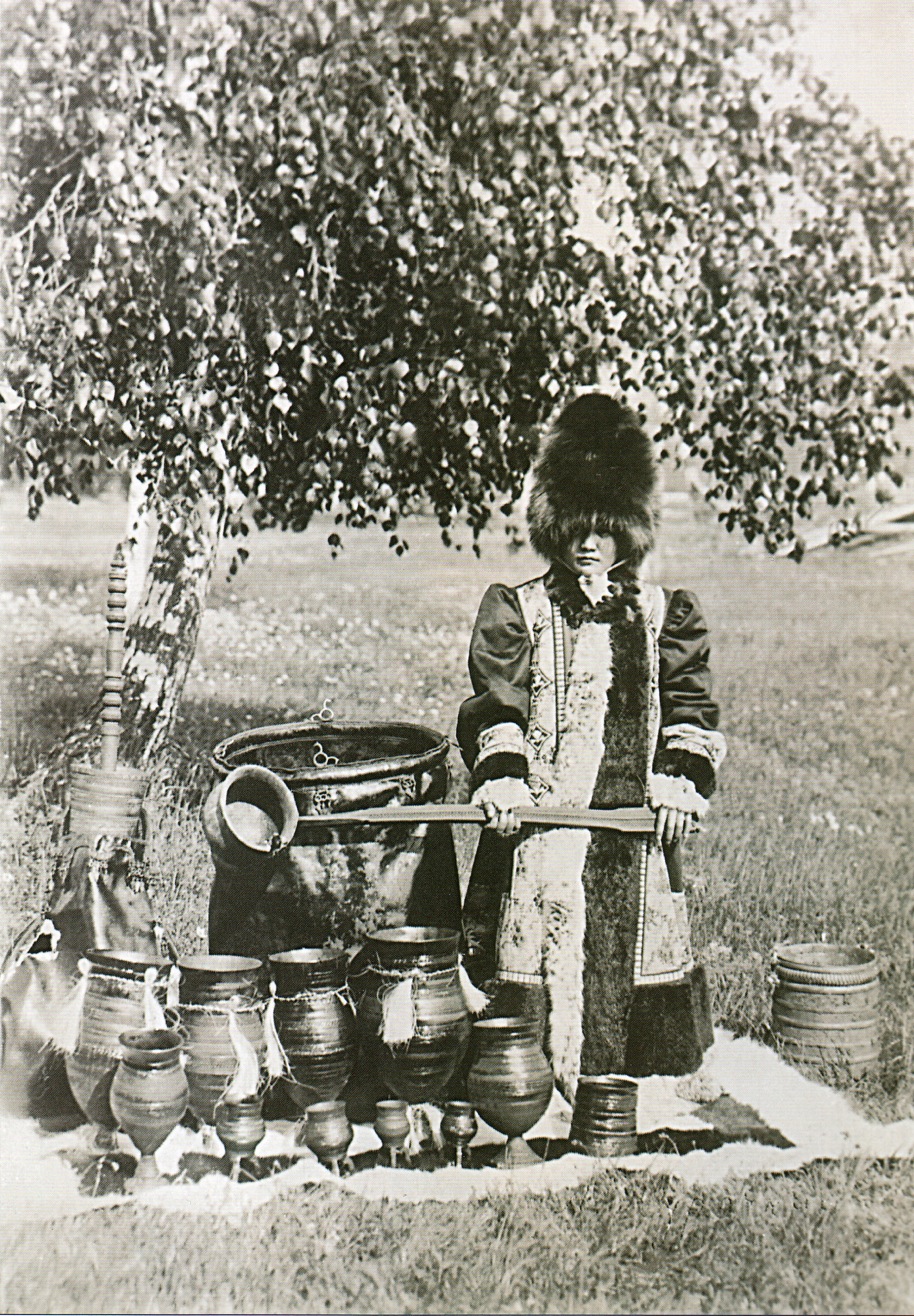
Розливання кумису під час Исиаху, кін. XIX — поч. ХХ ст.ст.

Світ, відповідно до традиційних поглядів, ділився на три яруси: верхній, середній і нижній. Головним язичним божеством був Айии-Тойон (Аар-Тойон, Юрунг) — творець світу та прабатька якутів Ер-Соготох-Еллея. Також вважався сонячним божеством. З другої половини XVIII століття під впливом православ'я набув певних рис Бога-Отця. Важливим був культ жіночого божества родючості Айиисит. Шамани — чоловіки (ойуун), жінки (уданган) — походили з одної і тої ж сім'ї. Кожен шаман мав свого духа-покровителя (емегет), зображення якого у вигляді мідної бляхи нашивалося на грудях. У шаманській практиці широко використовувались «магічні» музичні інструменти, такі як калатало і особливо бубон. Якутський бубон (тюнгур, дюнгюр), мав яйцеподібну або овальну форму, середні розміри до 60 см в поздовжньому діаметрі.
Головне національне свято якутів — весняно-літнє кумисне свято Исиах. Його святкували з великим розмахом, влаштовувалися ігри, спортивні змагання. Традиційним було споживання кумису з великих дерев'яних кубків (чороон). Святом управляли білі шамани (айии-ойууна).

#### Усна народна творчість
У фольклорі якутів розвинений богатирський епос (олонхо), що виконувався особливими оповідачами (олонхосут) речитативом при великому зібранні народу. Також дуже поширеними були такі фольклорні жанри як казки (кепсен, остуоруйя), прислів'я (ес хосооно), загадки (таарбин), пісні.
В традиційній культурі існує два типи співу. Високий урочистий спів (дьіеретіі ириа) з фальцетними призвуками (килисах), що створюють ефект двоголосся. Таким способом виконуються музичні фрагменти (олонхо), звернення до духів покровителів, славлення (алгиси). Цей вид співу пов'язаний з шаманством. Звичайним співом (дегерен ириа) виконувалися різні побутові пісні: любовні, жартівливі, танцювальні та інші.

### Сучасна культура

#### Якутська література
У якутському фольклорі особливо поширений епос олонхо — сказання про подвиги богатирів. Писемність якутською мовою була введена у 1819, на початку 1820 року на основі російської абетки. Перший художній твір — вірш «Байанай алгиhа» («Благословення Баяная») написано Олексієм Кулаковським в 1900 році.
На початку XX століття виникли газети «Якутський край» (1907—1908) і «Якутське життя» (1908—1909), журнал якутською мовою «Голос якута» (1912—1913).
Засновниками якутської літератури вважаються поет, фольклорист, мовознавець Олексій Єлисеєвич Кулаковський та драматург, поет і прозаїк Анемподист Іванович СофроновЗасновник радянської якутської літератури Платон Олексійович Ойунський.
Серед інших відомих радянських письменників: Семен Петрович Данилов, Софрон Петрович Данилов, Серафим Романович Кулачиков, Микола Єгорович Мордінов, Леонід Андрійович Попов, Дмитро Кононович Сівцев.
Також в Якутії розвивається література на долганській мові (Огдо Аксьонова).

#### Кінематограф
Починаючи з 1990-х років значний розвиток отримав кінематограф Якутії. Щорічно виходить 10-15 кінострічок у різних жанрах аж до постапокаліпсису, касові збори яких порівнянні зі зборами голівудських фільмів в Якутії.

### Спорт
Традиційним видом спорту є боротьба Хапсагай.